# Monique Riekewald
Monique Riekewald (ur. 3 sierpnia 1979 w Suhl) – niemiecka skeletonistka, złota medalistka mistrzostw świata.

## Kariera
Największy sukces w karierze osiągnęła w 2007 roku, kiedy wspólnie z kolegami i koleżankami z reprezentacji zdobyła złoty medal w zawodach drużynowych podczas mistrzostw świata w Sankt Moritz. Była też między innymi piąta na rozgrywanych dwa lata wcześniej mistrzostwach świata w Calgary. W zawodach Pucharu Świata zadebiutowała 26 listopada 2004 roku w Winterbergu, zajmując dziesiąte miejsce. Jedyny raz na podium zawodów tego cyklu stanęła 20 stycznia 2005 roku w Cesana Torinese, gdzie była trzecia. Nigdy nie wystąpiła na igrzyskach olimpijskich.